# Micraglossa convatalilis
Micraglossa convatalilis là một loài bướm đêm trong họ Crambidae.